# Танк «Клим Ворошилов-2»
Танк «Клим Ворошилов-2» (рос. Танк «Клим Ворошилов-2») — радянський художній фільм 1990 року, знятий режисером Ігором Шешуковим. Екранізація однойменної повісті Валерія Залотухі.

## Сюжет
На початку Німецько-радянської війни один з важких танків «КВ-2» був кинутий екіпажем, виявлений і приведений в боєздатний стан випадково які виявили його людьми. Новий командир танка, вчорашній курсант, вирішив наздогнати відступаючих Червону Армію, але при спробі проїхати слабкий дерев'яний міст танк впав у річку, звідки був витягнутий за допомогою жителів найближчого містечка. Там же знайшлося пальне для подальшого маршу. Однак, спілкування з людьми змінило плани екіпажу — танк зайняв оборону на околиці і не пускав німців в містечко кілька годин, а коли закінчилися боєприпаси, екіпаж підірвав себе і танк вибухівкою.

## У ролях
- Михайло Нікітін — курсант Мамин
- Вадим Гордон — сержант запасу Свіриденко
- Сергій Донцов — вчитель Непомнящий
- Артем Тинкасов — Вася Літо
- Віктор Смирнов — старший сержант Георгій Єрмаков
- Вадим Синіцин — Воробйов
- Ольга Ніколаєва — Фіма
- Лев Борисов — молоковоз
- Іван Агапов — дурник
- Валентин Букін — сапер
- Олексій Криченков — самостріл
- Олександр Сников — самостріл
- Василь Левін — Костя
- Ольга Козяєва — Зінька

## Знімальна група
- Сценаріст : Валерій Залотуха
- Режисер : Ігор Шешуков
- Оператор : Георгій Козельков
- Композитор : Вадим Біберган
- Художник : Владислав Федоров